# Campagna di Corrientes
La campagna di Corrientes, svoltasi tra il 1865 e il 1866, fu la seconda fase della guerra della Triplice Alleanza, durante la quale l'esercito del Paraguay occupò militarmente la città di Corrientes. In un certo senso, anche l'occupazione paraguaiana del Rio Grande do Sul e il successivo assedio di Uruguaiana, in Brasile, può essere inserita all'interno di tale fase.
Come risultato dell'invasione, Argentina e Uruguay entrarono nella guerra, che precedentemente aveva riguardato soltanto Paraguay e Brasile, firmando con quest'ultimo un patto segreto che fu chiamato “Triplice Alleanza”. L'invasione si risolse in un assoluto fallimento per l'esercito aggressore, e lasciò il passo all'invasione del territorio paraguaiano da parte degli eserciti dei tre paesi alleati.

## Antefatto
L'ascesa al potere in Argentina dei liberali di Bartolomé Mitre nel 1862, a seguito di una serie di guerre civili nelle quali uscirono sconfitti i caudillos che avevano contrastato la supremazia di Buenos Aires, aveva rafforzato il potere centrale della Confederazione. II generale uruguaiano Venancio Flores, che si era messo al servizio di Mitre nell'esercito argentino, il 10 aprile 1863 tornò nel suo paese d'origine, ponendosi a capo della sollevazione dei colorados contro il governo di Montevideo, retto dai blancos conservatori di Bernardo Prudencio Berro. Pur dichiarandosi neutrali, gli argentini si adoperarono subito in favore degli insorti, inviando a Flores armi e uomini; da parte sua l'Impero del Brasile, interessato ad estendere la sua politica espansionistica nel Río de la Plata e ad avere il controllo della navigazione fluviale fino al Mato Grosso, praticamente irraggiungibile via terra, con il pretesto di difendere gli interessi dei proprietari terrieri brasiliani nel territorio della Banda Orientale intervenne al fianco dei colorados, lanciando il 4 agosto 1864 un ultimatum al governo uruguaiano.
Il rischio di vedere compromessi gli equilibri nella regione spinse il presidente paraguaiano Francisco Solano López, che temeva anche possibili interferenze liberali nel proprio paese, a consegnare una serie di dure note di protesta al governo brasiliano; il 12 ottobre una spedizione militare brasiliana al comando del generale Menna Barreto invase l'Uruguay occupando la città di Melo, capoluogo del dipartimento di Cerro Largo.
Dopo una serie di tensioni, in mezzo alle quali si inserì l'episodio del sequestro, avvenuto nei pressi di Asunción, della nave mercantile brasiliana Marques de Olinda e del suo equipaggio, i brasiliani si unirono alle forze di Flores e il 6 dicembre cominciarono ad assediare la città di Paysandú, che oppose una inaspettata resistenza; da parte sua Solano López firmò il 12 dicembre il decreto che designava i comandanti della spedizione che il 24 dicembre diede inizio all'invasione del Mato Grosso, che piegò la debole e impreparata difesa brasiliana in una regione di difficile accesso.

## I piani di López
Il successo paraguaiano della campagna del Mato Grosso si risolse nell'occupazione di vari siti militari, molti dei quali costituivano da anni motivo di contesa con il Brasile. Il territorio invaso non possedeva tuttavia vie di comunicazione con il resto del territorio dell'impero, di modo che le truppe paraguaiane non poterono continuare ad avanzare nel territorio nemico, per costringerlo ad arrendersi o negoziare. Alla caduta di Paysandú, avvenuta il 2 gennaio 1865, López si trovò così a dovere aprire un secondo fronte, cercando di raggiungere il Rio Grande do Sul attraverso la provincia argentina di Corrientes.
Nei calcoli del presidente paraguaiano tale intervento avrebbe sollevato le province ribelli di Corrientes e soprattutto di Entre Ríos, il cui caudillo locale, Justo José de Urquiza, con il quale López continuava a mantenere forti legami diplomatici aveva costituito negli anni precedenti una spina nel fianco per il governo di Buenos Aires.

Dopo che il 20 febbraio capitolò Montevideo, Venancio Flores, preso il potere in Uruguay, dichiarò immediatamente guerra al Paraguay; dopo che Mitre rifiutò il passaggio dell'esercito paraguaiano nel territorio di Corrientes un Congresso straordinario riunitosi in marzo ad Asunción dichiarò guerra all'Argentina, conferendo pieni poteri (oltre che il titolo di Maresciallo) a Francisco Solano López. 

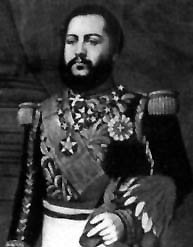
Ritratto di Francisco Solano López

Quest'ultimo, tuttavia, non ottenne l'aiuto sperato da Urquiza, dal quale proprio in quei giorni il governo brasiliano comprò 30 000 cavalli in cambio di un'enorme cifra di denaro.

## L'occupazione di Corrientes
Il 13 aprile 1865 una flottiglia paraguaiana di 5 navi (Tacuarí, Paraguarí, Marques de Olinda, Ygurey e Ypora) al comando di Pedro Ignacio Meza scesero il fiume Paraná fino a giungere al porto della città di Corrientes, dove catturarono due navi che vi si trovavano in riparazione, il 25 de Mayo e il Gualeguay. Il giorno successivo un contingente di 3 000 uomini guidati dal generale Wenceslao Robles, trasportati per via fluviale, sbarcò nel porto e occupò la città senza incontrare resistenza.
La notizia dell'invasione arrivò con notevole impatto a Buenos Aires, anche grazie al fatto che la dichiarazione di guerra paraguaiana era stata nascosta al pubblico argentino. Il presidente Mitre nel mezzo di una rabbiosa manifestazione di piazza contro il Paraguay pronunciò un famoso discorso in cui disse:
Signori, dopo la provocazione lanciata, dopo l'insulto perpetrato alla nostra bandiera dal tiranno del Paraguay, chi vi governa non può dirvi altra cosa se non che i proclami e le manifestazioni saranno tradotti in fatti, e che in ventiquattro ore saremo nelle caserme, in quindici giorni sul campo di battaglia e in tre mesi ad Asunción.
Il governatore di Corrientes, Manuel Ignacio Lagraña, rimasto fedele a Mitre aveva abbandonato la città poco prima dell'arrivo di Robles; per questo motivo i paraguaiani indissero il 19 aprile un'assemblea cittadina che nominò alla reggenza un triumvirato formato da Teodoro Gauna, Víctor Silvero e Sinforoso Cáceres.
Essendo nei piani di López l'occupazione di Corrientes un'azione destinata a non lasciare scoperto il fianco destro della spedizione destinata ad invadere il Brasile, il generale Robles accumulò un esercito di 20 000 uomini prima di partire verso sud, lasciando nella città una guarnigione di 1 500 soldati, integrati in seguito da altri 2 000 che sbarcarono con l'artiglieria pesante.

## Il trattato della Triplice Alleanza e la reazione argentina

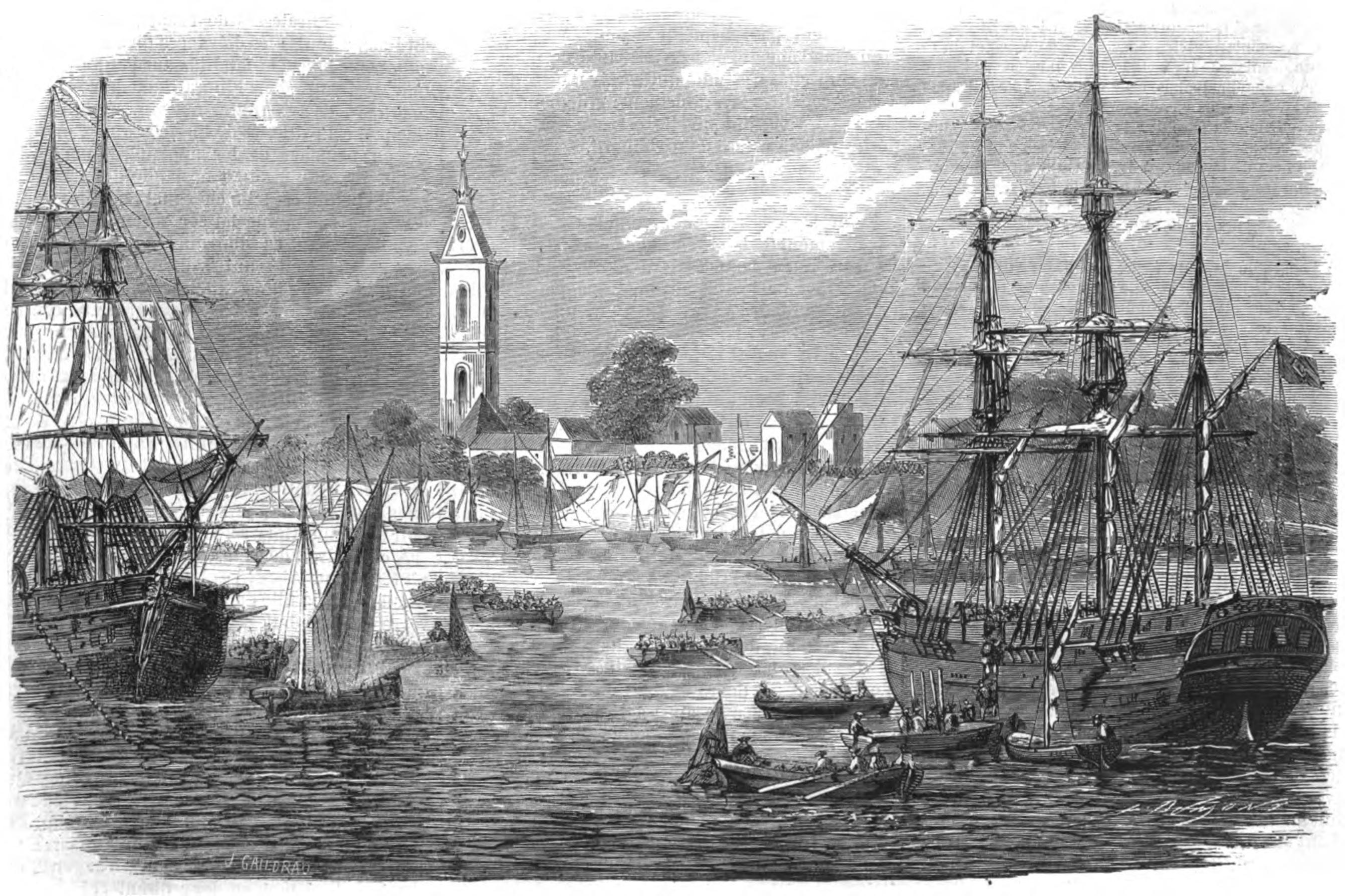
Arrivo dei rinforzi brasiliani a Corrientes (Paraná) per l'operazione militare (J. Gaildrau).

In questo contesto il 1º maggio 1865 Brasile, Argentina e Uruguay firmarono a Buenos Aires il Trattato della Triplice Alleanza, che secondo il diplomatico brasiliano Saraiva fu concertato già in un incontro a Puntas del Rosario il 18 giugno 1864, molti mesi prima dell'attacco paraguaiano; tre giorni dopo l'Argentina dichiarò formalmente guerra al Paraguay.
Mentre il governatore di Corrientes, riparato nella località di San Roque, riusciva a riunire 3 500 volontari senza esperienza e militare e male armati, integrati più tardi da 1 500 veterani provenienti da Curuzú Cuatiá portati dal generale Nicanor Cáceres, Urquiza fu costretto ad uscire dall'ambiguità e incaricato di formare un esercito provinciale che però, formato da elementi federalisti abituati a combattere contro Buenos Aires, si sbandò il 3 luglio nella cosiddetta "Sollevazione di Basualdo". Un altro esercito raccolto nella provincia di Entre Rios si sbandò qualche mese dopo, l'8 novembre, durante la "Sollevazione di Toledo", provocando questa volta una durissima repressione da parte dello stesso Urquiza.

## L'avanzata paraguaiana e la riconquista di Corrientes

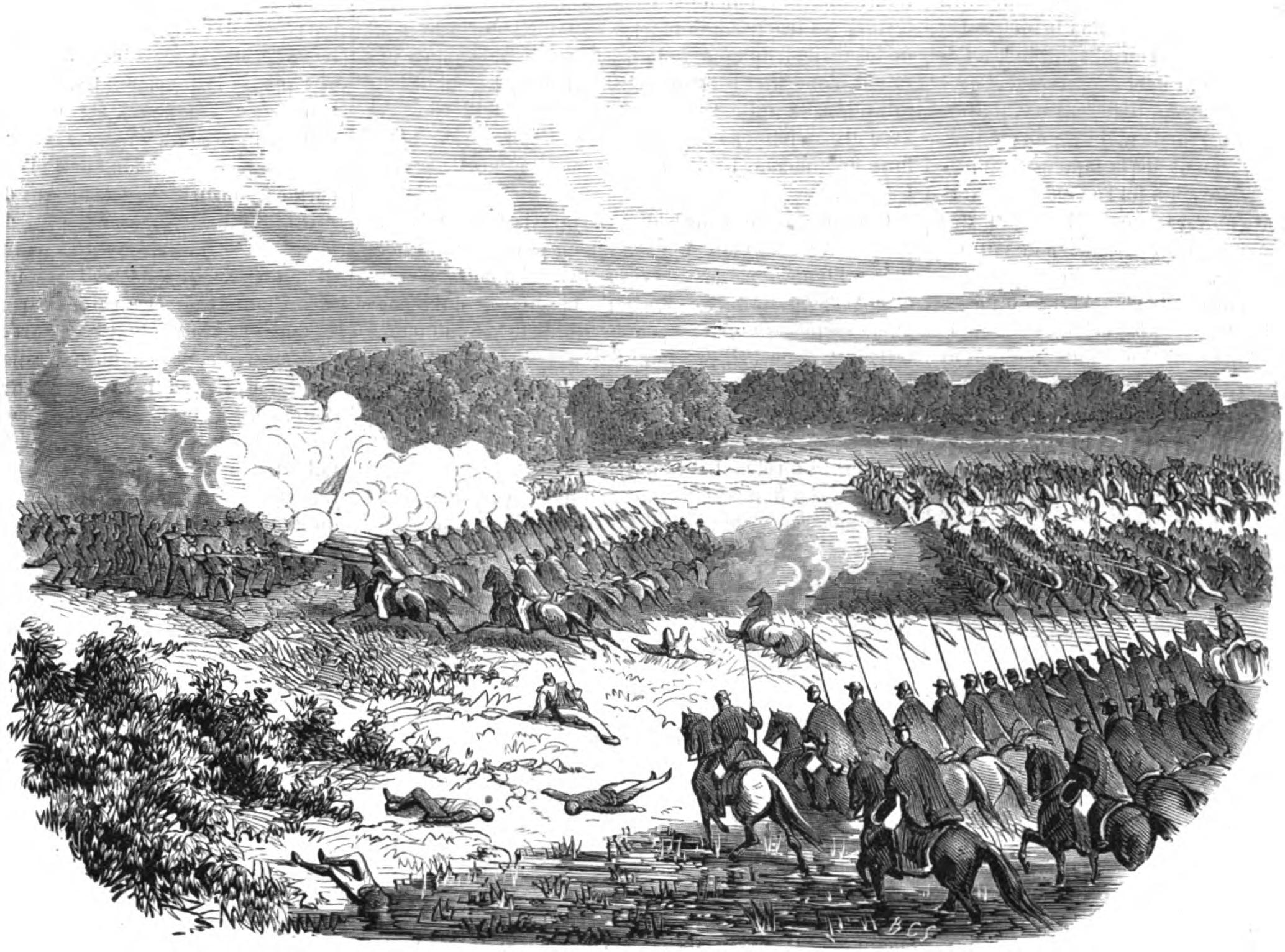
Battaglia di Botuhy (26 giugno 1865), tra una divisione del Paraguay e due brigate del brasiliano dell'esercito Rio Grande del Sud.

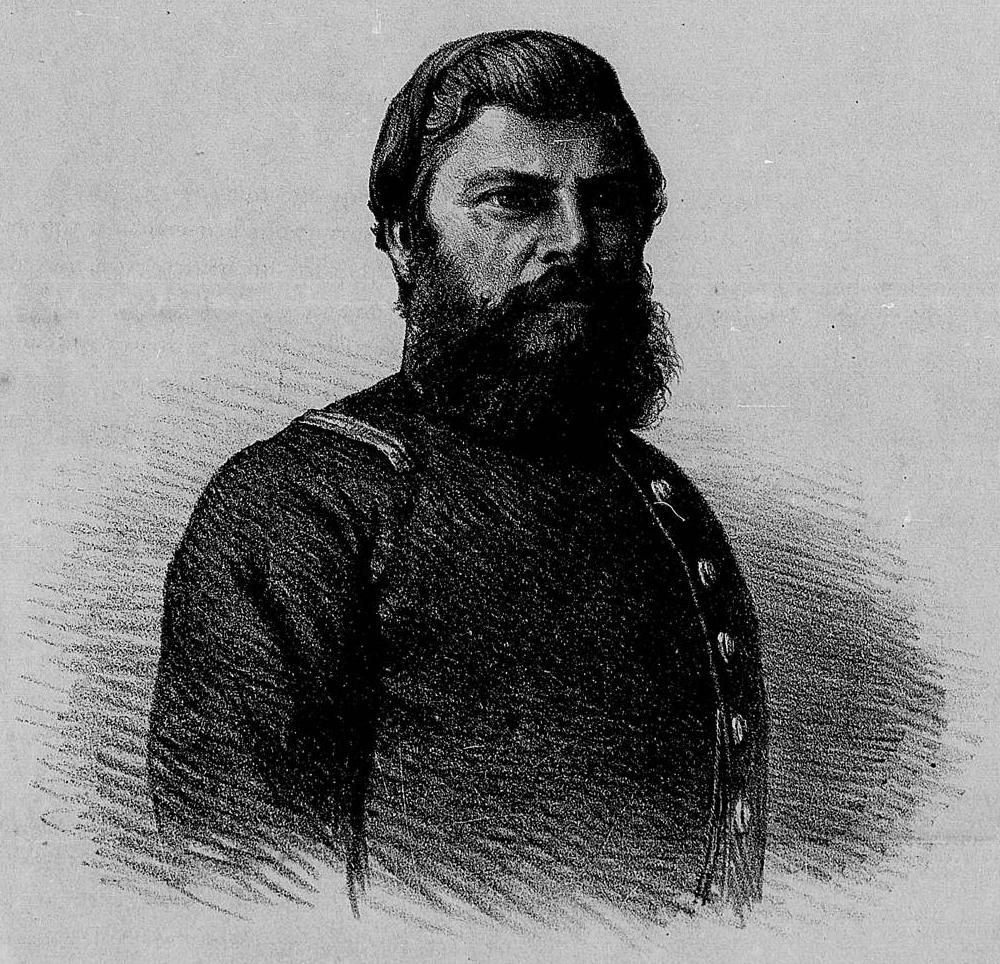
Colonnello Estigarribia.

Mentre Robles marciava verso sud, incontrando l'esigua resistenza di piccoli gruppi armati argentini che non avevano alcuna possibilità di arrestarlo, occupando in sequenza Bella Vista, Empedrado, Santa Lucía e Goya, 250 chilometri più ad est una seconda colonna di 12 000 uomini, al comando del tenente colonnello Antonio de la Cruz Estigarribia, attraversò il Paraná nei pressi di Encarnación per dirigersi verso sud costeggiando la sponda destra del fiume Uruguay. Il 5 maggio un gruppo di 2 500 soldati al comando del maggiore Pedro Duarte si staccò dalla colonna e occupò la città di Santo Tomé, mentre Estigarribia attraversò il fiume e seguì l'avanzata di Duarte dalla sponda brasiliana, entrando a São Borja e Itaqui; dopo aver perso una parte delle sue truppe a causa di un assalto brasiliano il 26 giugno nei pressi del torrente Mbutui, occupò il 5 agosto la città di Uruguaiana, mentre sull'altra sponda dell'Uruguay i paraguaiani giunsero fino al torrente Yatay.
Il 25 maggio sbarcò a sorpresa a Corrientes una squadra argentina composta da 725 soldati, comandati dal generale Wenceslao Paunero; dopo una dura lotta casa per casa i paraguaiani, sconfitti, si ritirarono dalla città verso la vicina Empedrado, lasciando sul terreno più di 400 morti. Invece di approfittare dei vantaggi strategici che avrebbe potuto offrire la riconquista, nel timore di un contrattacco nemico Paunero, che non aveva ricevuto i programmati rinforzi dal generale Cáceres, decise di abbandonare così frettolosamente la città che alcuni soldati morirono affogati nelle operazioni di reimbarco.

## La battaglia del Riachuelo

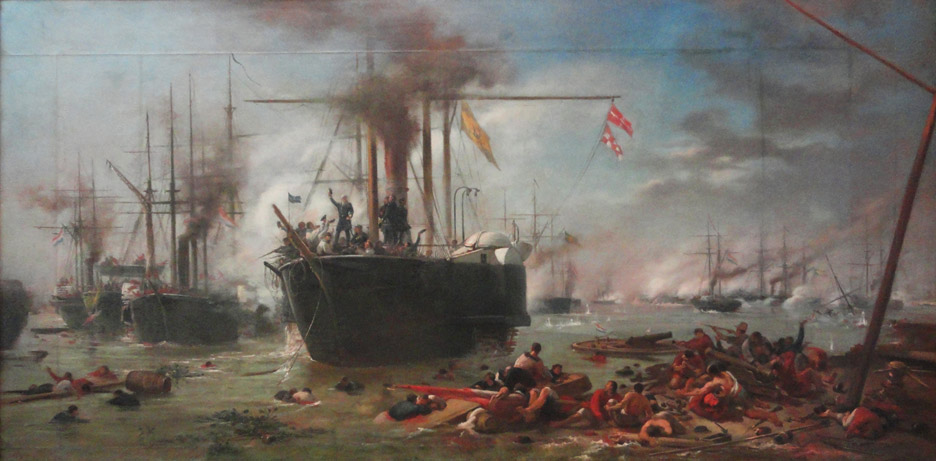
La battaglia del Riachuelo, dipinto di Victor Meirelles

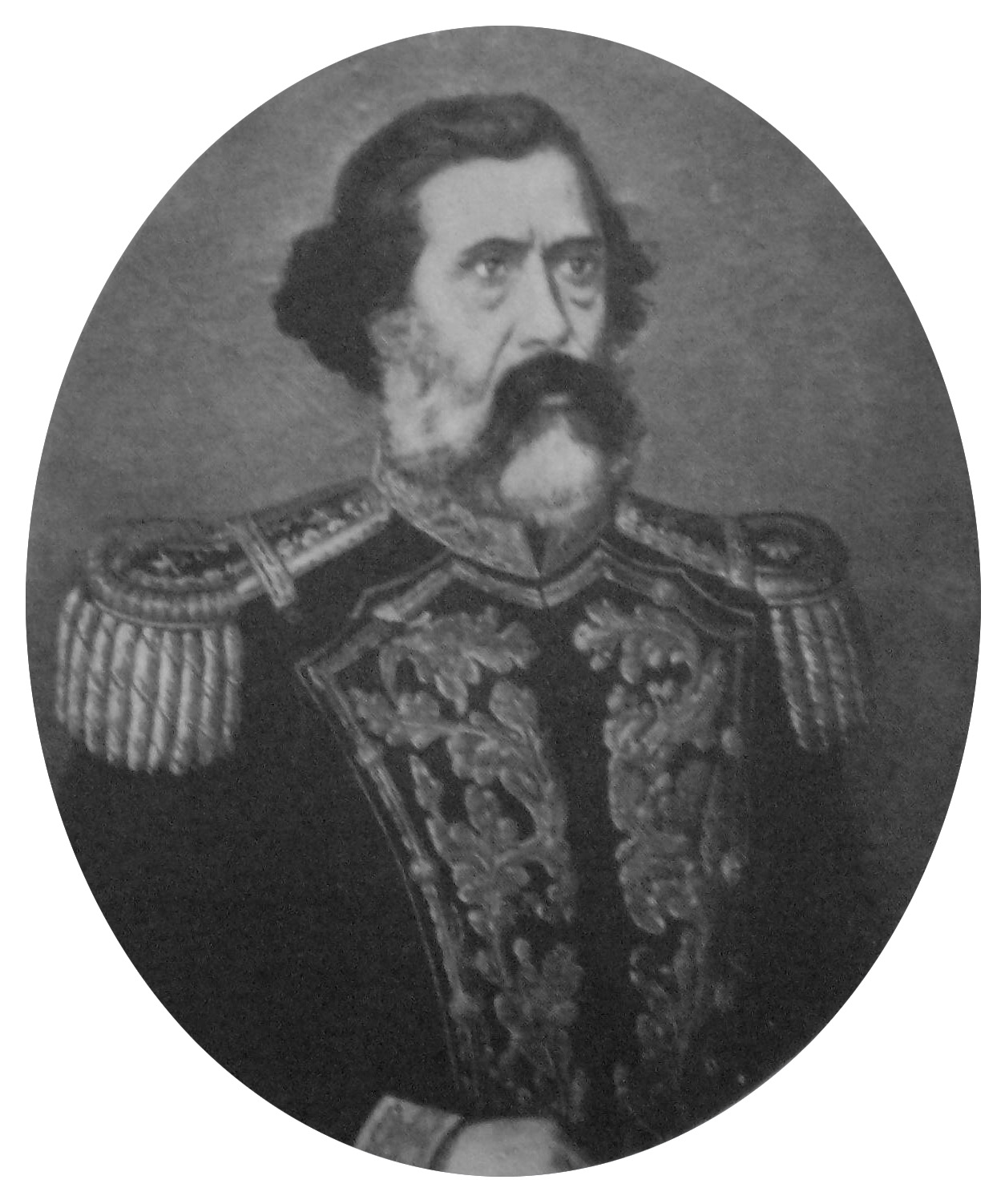
Il generale Venancio Flores, vincitore di Yatay

Una squadra navale brasiliana si trovava nel fiume Paraná, cinque miglia più a valle della città di Corrientes, nei pressi della confluenza del torrente Riachuelo; era composta da nove imbarcazioni corazzate ed aveva lo scopo di precludere al Paraguay la via verso l'Atlantico. L'11 giugno 1865 una squadriglia paraguaiana composta da 8 navi e 5 chiatte attaccò la flotta brasiliana, ma una serie di inconvenienti inficiarono il fattore sorpresa e l'inferiorità di armamento degli attaccanti comportò alla fine il fallimento dell'operazione, nella quale i paraguaiani persero tre navi e tutte le chiatte, oltre che diverse centinaia di uomini. I brasiliani, da parte loro, persero una nave, mentre una seconda rimase seriamente danneggiata; invece di seguire il nemico in rotta, tuttavia, si ritirò più a valle, nell'abitato di Esquina. La battaglia navale diede agli alleati il pieno controllo dei fiumi, isolando ulteriormente il Paraguay.

## La battaglia di Yatay

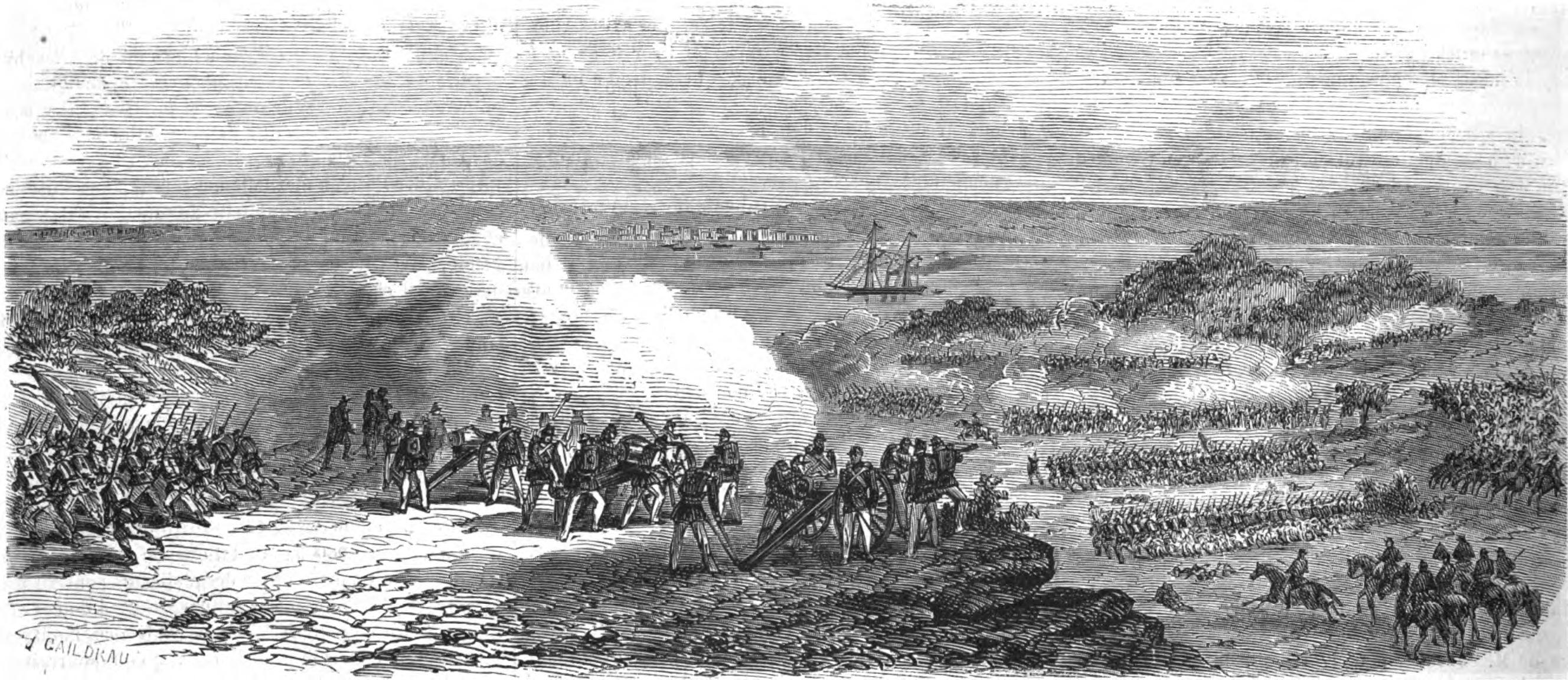
Battaglia di Yatay.

A contrastare l'avanzata della colonna orientale, mentre le truppe di Urquiza si sbandavano per non combattere a fianco dei propri tradizionali nemici, accorse al comando di 3 600 uomini anche Venancio Flores, che nel frattempo aveva preso il pieno potere in Uruguay; senza essere attaccato dai paraguaiani riuscì ad unirsi ad un'altra colonna argentina di 4 000 uomini, comandati dal generale Paunero, alla quale si sommarono altri contingenti di Corrientes per arrivare ad un totale di 10 000 soldati. Costeggiando la sponda destra idrografica del fiume Uruguay questi puntarono contro i 2 500 uomini al comando del maggiore Duarte, accampati nei pressi del torrente Yatay; dopo una ricognizione condotta dallo stesso Flores gli alleati circondarono il nemico, tagliandogli ogni via di fuga. Duarte provò a chiedere rinforzi ad Estigarribia, accampato sull'altra sponda dell'Uruguay con la parte più consistente della colonna, ottenendone una risposta sprezzante.
Il 17 agosto Flores attaccò, ma i paraguaiani si difesero disperatamente; la schiacciante maggioranza numerica, tuttavia, portò la vittoria agli alleati che pure lasciarono sul campo 1 500 uomini tra morti e feriti; gli sconfitti furono tutti uccisi o presi prigionieri. Lo stesso Duarte fu catturato quando cadde dal suo cavallo in mezzo ai soldati nemici.

## L'assedio di Uruguaiana

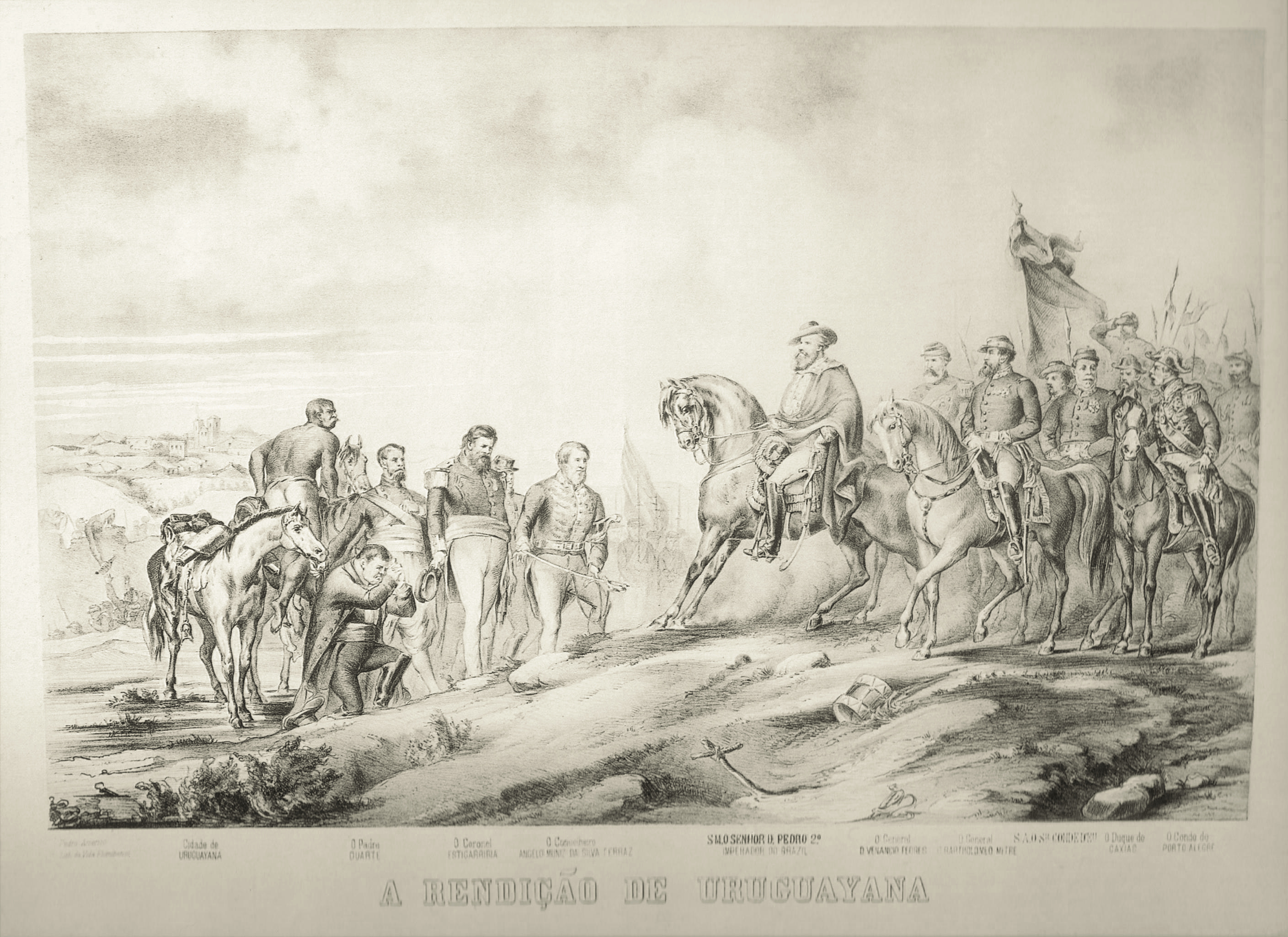
Resa di Uruguaiana, disegno di Víctor Meirelles.

All'indomani della sconfitta di Duarte a Yatay, sull'altra sponda del fiume Estigarribia provò ad ingaggiare battaglia, ma il generale brasiliano Canavarro, che al comando di 8 000 uomini già in precedenza aveva sgombrato la zona senza combattere, rifiutò lo scontro; in seguito, contravvenendo agli ordini stessi di López, anziché tentare la ritirata verso il Paraguay si asserragliò nella città di Uruguaiana, mentre nella zona affluirono le forze alleate arrivando a formare un esercito di 20 000 uomini. Circondato da forze soverchianti e privo di rifornimenti, Estigarribia rifiutò due intimazioni di resa postegli da Venancio Flores il 19 agosto e il 2 settembre, sperando nell'arrivo di rinforzi dal Paraguay; il 13 settembre, tuttavia, mandò invano una nota al nuovo comandante delle forze alleate, Bartolomé Mitre, chiedendo un'uscita onorevole da quella situazione.
Ad una terza intimazione di resa da parte del barone di Porto Alegre il 18 settembre Estigarribia stavolta negoziò la capitolazione, chiedendo la possibilità per gli ufficiali di andare dove volessero, compreso il Paraguay, e la consegna dei soldati uruguaiani incorporati nel suo contingente all'Impero del Brasile, lontani dalla vendetta di Flores. Il comandante paraguaiano consegnò la sua spada al ministro della guerra brasiliana, presente con l'imperatore Pietro II all'assedio. I soldati paraguaiani arresi furono in parte venduti come schiavi e in parte costretti ad unirsi agli eserciti alleati per combattere contro la propria patria.

## Il ritiro paraguaiano
Il 26 maggio 1865, all'indomani dell'azione argentina del generale Paunero a Corrientes, Francisco Solano López mandò una lettera a Robles per intimargli di tornare nella capitale provinciale; invece di eseguire immediatamente l'ordine, il generale paraguaiano rispose il 29 maggio chiedendo se tale disposizione fosse valida anche dopo che gli argentini avevano abbandonato la città. Un'ulteriore durissima lettera del presidente lo costrinse a ritirarsi ad Empedrado, dove rimase fino al 23 luglio, data nella quale lo raggiunse il ministro della guerra Vicente Barrios con l'ordine del suo arresto. Al termine di un processo sommario il generale, del cui operato López aveva cominciato a diffidare, fu in seguito condannato a morte e fucilato l'8 gennaio 1866.
Posta in una situazione che, secondo quanto afferma lo storico paraguaiano Julio César Chaves, non aveva più alcuna prospettiva, la Divisione del Sud fu richiamata in Paraguay a seguito di un decreto presidenziale del 3 ottobre; con loro ripararono molti degli argentini che avevano collaborato con gli occupanti. Il nuovo comandante Francisco Isidoro Resquín portò avanti durante tutto il mese di ottobre le operazioni di ritiro verso sponda settentrionale del Paraná, che si conclusero il 4 novembre senza che l'esercito alleato riuscisse ad interferire.

## La battaglia di Pehuajó
In seguito al ritiro dalla provincia di Corrientes i paraguaiani si riorganizzarono nel territorio nazionale, riunendo a Paso de Patria, alla confluenza tra il Paraguay e il Paraná, un esercito di 30 000 soldati. Francisco Solano López, che ne aveva assunto direttamente il comando, organizzò una serie di attacchi di disturbo agli alleati attraverso piccole unità che, attraversando il Paraná su zattere e canoe, effettuavano azioni di guerriglia in territorio nemico. Il 30 gennaio una squadra paraguaiana di 250 soldati, al comando del tenente Celestino Prieto, sbarcò nei pressi di Corrales e attaccò un reparto di cavalleria argentina, inseguendola fino al torrente Pehuajó; alla fine dell'azione riparò per la notte su un'altura nei pressi del fiume. Il giorno successivo il generale Mitre mandò loro incontro 4 battaglioni della guardia nazionale di Buenos Aires, accompagnati da uno squadrone di cavalleria; accortisi dell'imboscata, i paraguaiani ripararono nei boschi, dove furono raggiunti da altri rinforzi arrivati dall'altra sponda del fiume. Dopo una durissima resistenza durata 5 ore, che causò la perdita di 900 soldati da parte degli argentini, Prieto, che da parte sua aveva perso circa 200 uomini, riuscì a raggiungere la riva del Paraná; qui era sbarcato il tenente colonnello José Eduvigis Díaz con altri 700 uomini con la consegna di proteggere l'attraversamento del fiume dei paraguaiani.
Nonostante il successo, questo tipo di operazione non fu più ripetuto per il timore di imboscate da parte dell'esercito alleato. L'unica altra azione di rilievo la condusse lo stesso Díaz il 18 febbraio sbarcando ad Itatí, previamente abbandonata dagli argentini, e razziando bestiame e cavalli.

## Conseguenze
Il 5 aprile 1866 le forze alleate presero possesso della fortezza di Itapirú, dando inizio così alla terza fase della guerra, la Campagna di Humaitá. A nord il fronte del Mato Grosso non presentava alcuno sbocco per i paraguaiani, mentre nel nord-est del paese, militarmente sguarnito, i brasiliani occuparono facilmente i terreni tra il fiume Ygurey e la cordigliera di Iguatemí.
La campagna di Corrientes si risolse in un totale fallimento per i paraguaiani, che non seppero sfruttare la migliore preparazione militare iniziale disperdendo l'attacco in due colonne prive di obbiettivi certi; in più provocò o quanto meno accelerò la formazione della "Triplice Alleanza", portando la disparità di effettivi e di risorse a livelli insostenibili per il Paraguay. La mancata sollevazione delle province argentine, sulla quale aveva puntato López, condannò i paraguaiani e li portò alla disfatta in quella che fu successivamente considerata da molti una vera e propria guerra di sterminio.